# Стамбха

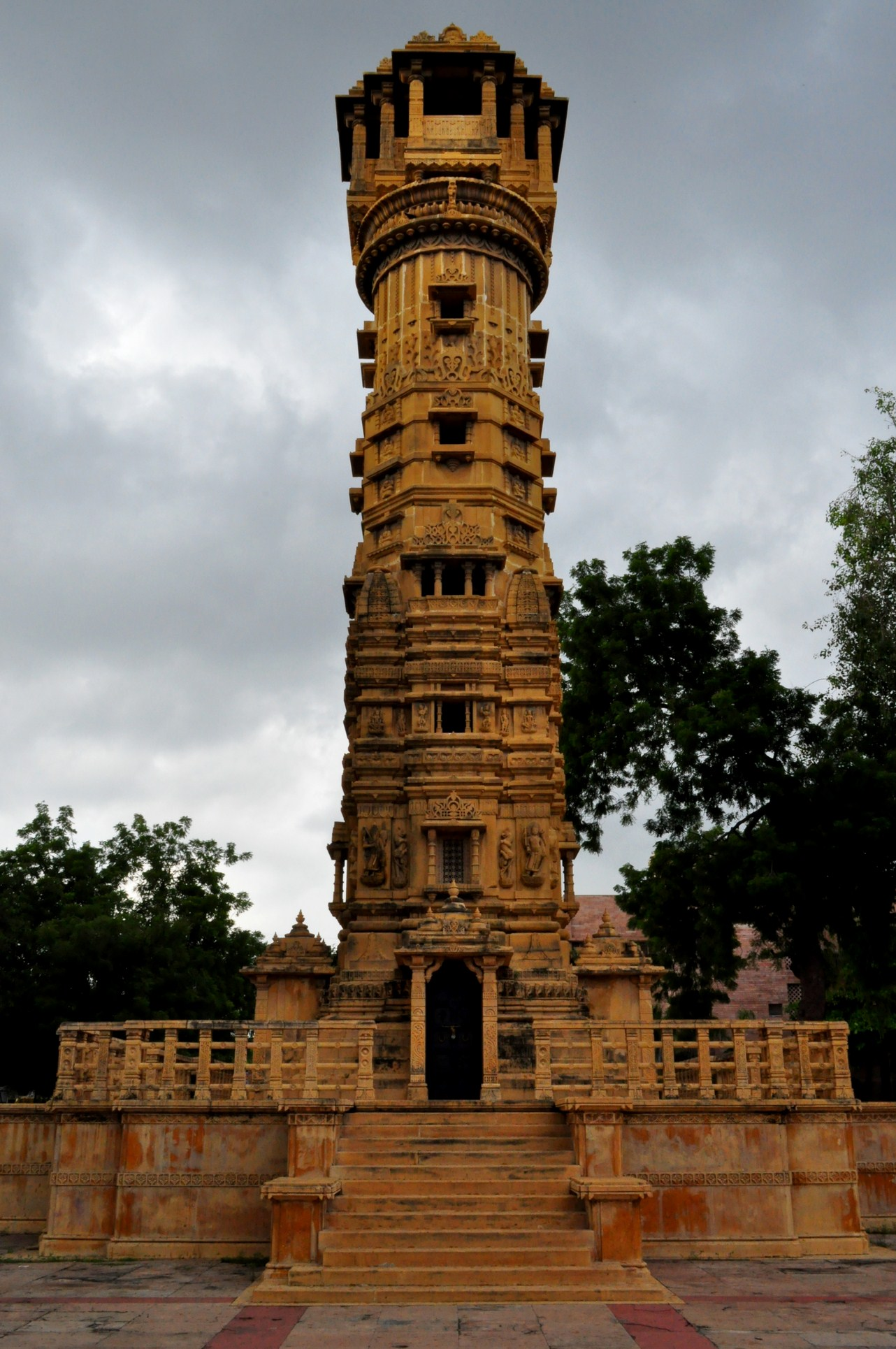

Ста́мбха (санскр. स्तम्भ, IAST: stambha, «колонна») или ска́мбха — в индийской мифологии колоссальная «колонна», связывающая небеса (сварга) и землю (притхиви). Помимо этого стамбха — элемент традиционной индийской архитектуры в виде монументального каменного столба, увенчанного лотосовидной капителью.

## Опора всего сущего (мифология)
В Атхарва-веде и других источниках стамбха иногда представлена как опора, на которой покоится всё сущее. Во время жертвоприношения раджасуя царь, прежде чем быть помазанным, должен был встать и протянуть руки вверх. Этим он символизировал космическую колонну, нижней опорой которой был трон, а верхней границей само небо. Возможно причиной возникновения этого понятия послужили менгиры.
Термин стамбха был заимствован из праарийского в прибалтийско-финский праязык, став названием волшебного артефакта Сампо (фин. Sampo) в карело-финском эпосе

## Колонна (архитектура)
В индийской архитектуре стамбха — это колонна, капитель которой украшают разные скульптурные изображения. Индийский трактат по архитектуре «Манасара» содержит описание различных стамбх, имевших и различное предназначение. Основные типы были таковы:
- Брахма-канта — это четырёхугольная колонна,
- Шива-канта — пятиугольная,
- Сканда-канта — шестиугольная,
- Вишну-канта — восьмиугольная,
- Рудра-канта — имеющая 16 сторон либо круглая[5].

Необходимо отметить, что сперва эти пять названий касались количества сторон самих колонн, но позднее их стали применять, основываясь на сторонах капители. Сверху донизу эти колонны должны быть единообразны.
Стамбхи могли возводиться в честь богов — Вишну, Шивы, Лакшми, Гаруды и других; различали также мемориальные и пограничные стамбхи. Приверженцы джайнизма сооружали дипа-стамбхи (колонны с источником света наверху) и мана-стамбхи (большие и высокие колонны). Вишнуитские стамбхи украшали изображениями Гаруды и Ханумана. Шиваитские дхваджа-стамбхи представляли собой колонны с флагом наверху, наподобие флагштока. Шиваиты часто помещали на колонны изображения фаллоса (лингама). Одними из самых больших стамбх являются воздвигнутые Ашокой колонны, которые были вдобавок покрыты многочисленными эдиктами этого царя.